# Europapokal der Pokalsieger (Handball) 1990/91
Der Europapokal der Pokalsieger 1990/91 war die 16. Austragung des Wettbewerbs für europäische Handball-Pokalsieger. Die 27 teilnehmenden Mannschaften qualifizierten sich in ihren Heimatländern über den nationalen Pokalwettbewerb für den von der Internationalen Handballföderation (IHF) organisierten Europapokal; der Titelverteidiger Teka Santander war automatisch qualifiziert. Im Finale setzte sich der TSV Milbertshofen gegen den spanischen Verein Elgorriaga Bidasoa durch (15:20, 25:17).

## Chronologie des Wettbewerbs

### Erste Runde
|                    | Gesamt |                            | Hinspiel | Rückspiel |
| ------------------ | ------ | -------------------------- | -------- | --------- |
| BSV Bern           | 49:53  | UHC Vogel Pumpen Stockerau | 31:26    | 18:27     |
| Initia HC Hasselt  | 38:41  | HV Hermes Den Haag         | 18:17    | 20:24     |
| Girondins Bordeaux | 42:27  | CHEV Diekirch              | 20:13    | 22:14     |
| Hapoel Ramat Gan   | 62:52  | SPE Strovolos Nikosia      | 28:24    | 34:28     |
| SC Magdeburg       | 44:37  | Gladsaxe HG                | 25:16    | 19:21     |
| Elgorriaga Bidasoa | 58:39  | Académico Basket Clube     | 28:18    | 30:21     |
| BK-46 Karis        | 47:73  | SKA Minsk                  | 23:36    | 24:37 (a) |
| Halkbank Ankara    | 41:39  | GAS Archelaos Katerinis    | 24:17    | 17:22     |
| Sandefjord TIF     | 45:43  | Valur Reykjavík            | 25:21    | 20:22     |
| Ortigia Siracusa   | 40:47  | RK Medveščak               | 18:25    | 22:22     |
| MKS Korona Kielce  | 44:48  | TJ Baník Karviná           | 23:23    | 21:25     |

Die übrigen Vereine (Bramac Veszprém, TSV Milbertshofen, Dinamo Bukarest, IF Saab und Titelverteidiger Teka Santander) zogen durch ein Freilos automatisch ins Achtelfinale ein.

### Achtelfinale
|                            | Gesamt |                    | Hinspiel | Rückspiel |
| -------------------------- | ------ | ------------------ | -------- | --------- |
| Girondins Bordeaux         | 40:45  | Elgorriaga Bidasoa | 21:20    | 19:25     |
| SC Magdeburg               | 52:60  | Teka Santander     | 27:29    | 25:31     |
| UHC Vogel Pumpen Stockerau | 45:41  | TJ Baník Karviná   | 21:20    | 24:21     |
| RK Medveščak               | 51:39  | Hapoel Ramat Gan   | 27:15    | 24:24     |
| SKA Minsk                  | 46:54  | Bramac Veszprém    | 28:27    | 18:27     |
| HV Hermes Den Haag         | 26:44  | TSV Milbertshofen  | 15:19    | 11:25     |
| Sandefjord TIF             | 44:45  | Dinamo Bukarest    | 23:20    | 21:25     |
| Halkbank Ankara            | 40:51  | IF Saab            | 24:24    | 16:27     |

### Viertelfinale
|                            | Gesamt |                    | Hinspiel | Rückspiel |
| -------------------------- | ------ | ------------------ | -------- | --------- |
| IF Saab                    | 35:43  | TSV Milbertshofen  | 19:23    | 16:20     |
| Teka Santander             | 50:46  | RK Medveščak       | 25:19    | 25:27     |
| UHC Vogel Pumpen Stockerau | 53:62  | Bramac Veszprém    | 27:26    | 26:36     |
| Dinamo Bukarest            | 37:44  | Elgorriaga Bidasoa | 17:23    | 20:21     |

### Halbfinale
|                    | Gesamt |                   | Hinspiel | Rückspiel |
| ------------------ | ------ | ----------------- | -------- | --------- |
| Elgorriaga Bidasoa | 46:44  | Teka Santander    | 22:20    | 24:24     |
| Bramac Veszprém    | 35:38  | TSV Milbertshofen | 20:15    | 15:23     |

### Finale
Das Hinspiel fand am 4. Mai 1991 in der Pabellón Polideportivo Artaleku von Irun und das Rückspiel am 20. Mai 1991 in der Sporthalle Augsburg statt.
|                    | Gesamt |                   | Hinspiel | Rückspiel |
| ------------------ | ------ | ----------------- | -------- | --------- |
| Elgorriaga Bidasoa | 37:40  | TSV Milbertshofen | 20:15    | 17:25     |

#### Hinspiel
| Elgorriaga Bidasoa | Elgorriaga Bidasoa | TSV Milbertshofen | TSV Milbertshofen |
| | Hinspiel Samstag, 4. Mai 1991 in Irun (Pabellón Polideportivo Artaleku) Ergebnis: 20:15 (13:8) Zuschauer: 4.000 Schiedsrichter: Sjana, Wroblewski ( Polen)                                         |                   |                   |
| Miguel Ángel Zúñiga – Alfreð Gíslason (9/5), Salvador Pombar (2), Fernando Bolea (1), Xabier Mikel Errekondo (1), Jesús Olalla (1), Bogdan Wenta (6), Miguel Ángel Merino, Jesús Barbón, Jesús Romero Trainer: Juantxo Villarreal | Jan Holpert – Rüdiger Neitzel (2), Johann Sinka (3), Jens Lüdtke (2), Frank Löhr (2), Michael Sahm, Hendrik Ochel (6/1), Lars-Henrik Walther, Anton Stangl, Robert Wagner Trainer: András Pecsenye |                   |                   |

#### Rückspiel
| TSV Milbertshofen | TSV Milbertshofen | Elgorriaga Bidasoa | Elgorriaga Bidasoa |
| | Rückspiel Montag, 20. Mai 1991 in Augsburg (Sporthalle Augsburg) Ergebnis: 25:17 (11:7) Zuschauer: 3.200 |                    |                    |
| Jan Holpert, Stefan Kellner – Lars-Henrik Walther (1), Rüdiger Neitzel (7), Anton Stangl, Robert Wagner, Johann Sinka, Jens Lüdtke (5), Klaus-Peter Heimerl, Michael Sahm (3), Hendrik Ochel (7/4), Frank Löhr (2) Trainer: András Pecsenye | Miguel Ángel Zúñiga , Ricardo Zárate – Alfreð Gíslason (9/3), Francisco Javier de la Haza, Miguel Ángel Merino, Salvador Pombar (2), Bogdan Wenta (2), Jesús Olalla (3), Jesús Barbón, Fernando Bolea (1), Jesús Romero, Marco Boronat, Xabier Mikel Errekondo Trainer: Juantxo Villarreal |                    |                    |
| Neitzel, Ochel, Wagner | Errekondo, Wenta, Villarreal |                    |                    |
| Löhr (2×), Neitzel (2×), Sahm | Errekondo (2×), Pombar, Wenta |                    |                    |
| Erhard Wunderlich (Manager) | Errekondo |                    |                    |